# Pháo 6-inch/47-caliber
Pháo 6 inch/47 caliber Mark 16 là kiểu hải pháo được sử dụng cho dàn pháo chính của nhiều lớp tàu tuần dương hạng nhẹ của Hải quân Hoa Kỳ vào giai đoạn trước và trong Chiến tranh thế giới thứ hai. Chúng chủ yếu được lắp trên các tháp pháo ba nòng để đối phó các mục tiêu hạm tàu nổi.
Pháo 6 inch/47 caliber Mark 16DP là kiểu pháo lưỡng dụng Mark 16 được sử dụng để đối phó cả máy bay lẫn các mục tiêu hạm tàu nổi. Chúng được trang bị trên lớp tàu tuần dương hạng nhẹ Worcester sau chiến tranh và tàu huấn luyện tác xạ phòng không Mississippi.
Pháo 6 inch/47 caliber Mark 17 là một biến thể của phiên bản Mark 16 sử dụng liều thuốc phóng rời; kiểu này chỉ được trang bị cho lớp pháo hạm Erie trên các bệ nòng đơn.

## Thiết kế
Ba phiên bản của kiểu hải pháo nòng rãnh xoắn sử dụng khóa nòng này đã được chế tạo: 6 inch (150 mm)/47 Mark 16 Mod 0, 6-inch/47 Mark 16 Mod 1, và 6-inch/47 Mark 17. Thuật ngữ "6-inch /47" dùng để chỉ đường kính trong của nòng pháo là 6 inch và có chiều dài nòng pháo gấp 47 lần đường kính nòng pháo, tức là 23 foot 6 inch (7,16 mét). "Mark 16" cho biết nó là thiết kế thứ 16 trong loạt pháo 6-inch của Hải quân Mỹ, trong khi "Mod 0" hay "Mod 1" chỉ thị những thay đổi nhỏ trong thiết kế.
Pháo 6 inch/47 caliber là một trong số nhiều vũ khí được Hải quân Hoa Kỳ phát triển trong thập niên 1930 để bắn loại đạn pháo xuyên giáp (AP: armor-piercing) "siêu nặng" nhằm tăng cường sức mạnh công phá trong khi vẫn tôn trọng những giới hạn về kích cỡ pháo và kích thước tàu chiến mà các Hiệp ước Hải quân Washington và London đặt ra. So với kiểu pháo 6-inch/53-caliber trước đây, pháo 6-inch/47 Mark 16 bắn ra đạn pháo AP nặng 130 pound (59 kg) so với 105 pound (48 kg) của kiểu cũ.

## Lớp tàu được trang bị
| Lớp tàu   | Số pháo trang bị           | Số tàu được biên chế | Giai đoạn trong biên chế |
| --------- | -------------------------- | -------------------- | ------------------------ |
| Brooklyn  | 15 (năm tháp pháo ba nòng) | 9                    | 1937 - 1982              |
| Cleveland | 12 (bốn tháp pháo ba nòng) | 27                   | 1942 - 1979              |
| Fargo     | 12 (bốn tháp pháo ba nòng) | 2                    | 1945 - 1950              |

| Tàu/Lớp tàu              | Số pháo trang bị            | Số tàu được biên chế | Giai đoạn trong biên chế |
| ------------------------ | --------------------------- | -------------------- | ------------------------ |
| USS Mississippi (AG-128) | 2 (một tháp pháo hai nòng)  | 1                    | 1946 - 1956              |
| Worcester                | 12 (sáu tháp pháo hai nòng) | 2                    | 1948 - 1958              |

| Lớp tàu | Số pháo trang bị | Số tàu được biên chế | Giai đoạn trong biên chế |
| ------- | ---------------- | -------------------- | ------------------------ |
| Erie    | 4 (bệ nòng đơn)  | 2                    | 1936 - 1945              |

## Vũ khí có mục đích, tính năng và thời đại tương đương
- BL 6 inch Mk XXIII: pháo tàu tuần dương hạng nhẹ tương đương của Anh.
- 15 cm SK C/25: pháo tàu tuần dương hạng nhẹ tương đương của Đức, bắn đạn nhẹ hơn với sơ tốc nhanh hơn.
- 15 cm SK C/28: pháo tương đương của Đức
- Hải pháo 152 mm /55 Ý Kiểu 1934 và 1936: pháo tương đương của Ý
- Hải pháo 15,5 cm/60 Kiểu Năm 3: pháo tương đương của Nhật Bản